# Koca Mustafa Paša
Koca Mustafa Paša (?–1512) byl osmanský státník. V letech 1511–12 byl také velkovezírem Osmanské říše. Původem byl z Řecka.

## Život
Svou politickou kariéru začal jako kapıcıbaşı, tedy jako správce komnat paláce Topkapi. V této funkci se také účastnil státních slavností a zasedání vládní rady. Velkovezírem se stal krátce před koncem vlády sultána Bajezida II. a v roce 1512 byl popraven. V Istanbulu nechal dva byzantské chrámy přestavět na mešity, které poté byly pojmenovány po něm.